# Вульф, Джейн
Джейн Вульф (англ. Jane Wolfe; 21 марта 1875 — 9 марта 1958) — американская киноактриса эпохи немого кино. Была телемиткой и последовательницей оккультиста Алистера Кроули.

## Биография
Вульф родилась в Сент-Питерсберге, штат Пенсильвания, 21 марта 1875 года. Молодая девушка приехала в Нью-Йорк, стремясь сделать карьеру в театре, но вскоре увлеклась киноиндустрией.
Дебютировала в кино в 1910 году в возрасте 35 лет с Kalem Studios в фильме «Парень из старой Ирландии» под руководством Сидни Олкотта.
В 1911 году Вульф была частью команды Kalem Company в Нью-Йорке, которая переехала в Лос-Анджелес, штат Калифорния. Она ушла из компании, чтобы стать одной из ведущих актрис десятилетия, появляясь в более чем ста фильмах, включая второстепенную роль в фильме 1917 года «Ребекка с фермы Саннибрук» с Мэри Пикфорд в главной роли.
После 1920 она не появляется на экране в течение 17 лет, а в 1937 году Джейн Вульф получила маленькую роль в вестерне «Под чужими знаменами».
Джейн Вульф умерла в Глендейле, штат Калифорния, 29 марта 1958 года, через восемь дней после своего 83-го дня рождения.

## Избранная фильмография
- 1910 — Парень из старой Ирландии / A Lad from Old Ireland
- 1915 — Черные дрозды / Blackbirds
- 1915 — Не выпускает из виду / The Wild Goose Chase
- 1916 — Простак Вильсон / Pudd’nhead Wilson
- 1916 — Мужчина на тысячу долларов / The Thousand-Dollar Husband
- 1917 — На записи / On Record
- 1917 — Ребекка с фермы Саннибрук / Rebecca of Sunnybrook Farm
- 1918 — Меньше, чем родственник / Less Than Kin
- 1919 — Мрачная игра / The Grim Game
- 1920 — Шесть лучших погребов / The Six Best Cellars
- 1920 — Зачем менять жену? / Why Change Your Wife?
- 1920 — Вот моя жена / Behold My Wife
- 1920 — Сводка новостей / The Round-Up
- 1937 — Под чужими знаменами / Under Strange Flags